# Thrilling
Thrilling è un film in tre episodi del 1965 diretto da Carlo Lizzani, Ettore Scola e Gian Luigi Polidoro.

## Trama
Il vittimista
Nanni, un insegnante di latino, si è convinto della volontà omicida di sua moglie Frida. Con l'aiuto di uno psicologo da cui si reca per capire se sia realtà o suggestione, intravede la possibile causa.
Sadik
Un ingegnere indebitato si fa convincere dalla moglie, in cerca di emozioni, ad interpretare Sadik per ravvivare il menage matrimoniale.
L'autostrada del sole
Un automobilista, Fernando Boccetta, dopo un alterco con un automobilista milanese, si mette ad inseguirlo ma rimane in panne ed è quindi costretto a trascorrere la nottata in una locanda gestita da una famiglia assai strana. Qui ritrova tracce del milanese ma non sarà più quella la sua preoccupazione.

## Produzione
Il primo episodio, Il vittimista, è diretto da Ettore Scola; il secondo episodio, Sadik (tratto dall'omonima serie a fumetti), da Gian Luigi Polidoro; mentre il terzo episodio, L'autostrada del sole, da Carlo Lizzani.

### Luoghi delle riprese
Nell'episodio Il vittimista, la piazza con fontana dove Nanni fa esperimenti, insieme all'amico Cesarino, per capire se la moglie lo voglia davvero uccidere, è piazza Mattei a Roma.
Nell'episodio L'autostrada del sole, l"Albergo della Torre" dove pernotta Nando Boccetta è in realtà il Castello della Castelluccia a Roma, già usato come sfondo per altri film.

## Distribuzione
- Resta uno dei pochissimi film di Alberto Sordi non ancora distribuiti in DVD. È stato esclusivamente distribuito in VHS (Domovideo e BMG) con pochi passaggi televisivi.

## Critica
(Alberto Pesce)